# Agneta Lindblom Hulthén
Agneta Lindblom Hulthén, folkbokförd Ingrid Christina Agneta Lindblom Hultén, ogift Lindblom, född 26 april 1947 i Huskvarna församling, Jönköpings län, är en svensk journalist, blev år 2000 ordförande i Svenska Journalistförbundet (SJF), författare och samhällsdebattör. Lindblom Hulthén är den första kvinnliga ordföranden. Bland annat har hon gjort sig känd som en stark motståndare till FRA-lagen. Agneta Lindblom Hulthén är bosatt i Sibbarp i Halland. Hon har arbetat på GT fram till 1995, då hon började frilansa. Hon har en fil.kand. och studerade vid journalisthögskolan 1972. På 1970-talet engagerade hon sig i feministiska frågor.
Agneta Lindblom Hulthén var också talesperson för nätverket Kulturskaparna. Hon avgick som ordförande i SJF vid kongressen i maj 2011.